# Schottische Badmintonmeisterschaft 2000
Die Schottische Badmintonmeisterschaft 2000 fand Anfang Februar 2000 in Edinburgh statt.

## Finalresultate
| Disziplin    | Sieger                           | Finalist     | Ergebnis   |
| ------------ | -------------------------------- | ------------ | ---------- |
| Herreneinzel | Bruce Flockhart                  | Alan Biggart | 15-7, 15-0 |
| Dameneinzel  | Fiona Sneddon                    | Susan Hughes | 11-4, 11-8 |
| Herrendoppel | Alastair Gatt Craig Robertson    |              |            |
| Damendoppel  | Kirsteen McEwan Sandra Watt      |              |            |
| Mixed        | Kenny Middlemiss Kirsteen McEwan |              |            |